# سازمان منابع طبیعی کالیفرنیا
سازمان منابع طبیعی کالیفرنیا (CNRA) (به انگلیسی :California Natural Resources Agency) سازمانی است، در سطح کابینه دولت کالیفرنیا. این سازمان از ۲۵ بخش با کدهای مختلف مانند ۱۲۸۰۰و ۱۲۸۰۵ و غیره تشکیل شده‌است. کمیسیون حفاظت در این سازمان، وظیفه حفاظت از اماکن تاریخی، طبیعی و فرهنگی، نظارت و کنترل اراضی و آبراه‌های دولتی و تنظیم قوانین ماهیگیری و بازی‌ها را بر عهده دارد. وید کرافوت دبیر فعلی این سازمان و عضو کابینه فرماندار گوین نیوسام است.

## تاریخچه
۱۵۰ سال پیش، بیشتر منابع طبیعی ایالت کالیفرنیا تحت صلاحیت حکومت فدرال بود، اما با افزایش جمعیت و نیازهای این ایالت، با تمایل و رویکرد حفاظت از خانه، محافظت از حیات وحش و حیات وحش این ایالت نیز افزایش یافت. این احساسات در سال ۱۸۷۰، منجر به ایجاد هیئت کمیساریای ماهی، بخش جنگل‌داری در سال ۱۸۸۱ و هیئت جنگل‌داری در سال ۱۸۸۵ گردید.
در همین دوره، رهبران فدرال و ایالت، شروع به اختصاص زمین برای حفاظت و دسترسی عمومی کردند. رئیس‌جمهور آبراهام لینکلن در سال ۱۸۶۴ قانون فدرال را امضا کرد که به دره یوسمیتی و ماریپوسا اجازه ایجاد اولین پارک ایالتی کالیفرنیا را می‌داد.

## بخش‌ها
سازمان منابع طبیعی شامل یک بخش اصلی و تعدادی از بخش‌های دیگر به شرح زیر تشکیل شده‌است:
- اداره حفاظت کالیفرنیا
- اداره برنامه دلتابی CALFED
- اداره ماهیگری و حیات وحش کالیفرنیا
- اداره جنگل و حفاظت دربرابر آتش‌سوزی کالیفرنیا
- اداره پارک‌ها و تفریحات کالیفرنیا
- اداره منابع آب کالیفرنیا
- اداره حفاظت از کالیفرنی

## کمیسیون‌ها
کمیسیون‌ها شامل کمیسیونهای «مطالعاتی - نظارتی»، هیئت‌ها و شوراها می‌باشد:
- کمیسیون سواحل کالیفرنیا
- کمیسیون انرژی کالیفرنیا
- کمیسیون سرزمین‌های ایالتی کالیفرنیا
- کمیسیون حفاظت و توسعه خلیج سانفرانسیسکو
- کمیسیون محافظت از دلتا
- کمیسیون سرزمین‌های ایالتی کالیفرنیا
- کمیسیون حفاظت و توسعه خلیج سانفرانسیسکو
- کمیسیون محافظت از دلتا
- کمیسیون ماهی و بازی
- هیئت معدن و زمین‌شناسی
- کمیسیون میراث بومی آمریکا
- کمیسیون پارک‌ها و تفریحات
- کمیسیون منابع تاریخی ایالتی
- کمیسیون سرگرمی وسایل نقلیه موتوری خارج از بزرگراه‌های ایالتی
- کمیسیون آب کالیفرنیا
- کمیسیون قایقرانی و آبراه‌های کالیفرنیا
- هیئت حفاظت از حیات وحش

### موزه‌ها
- مرکز علمی کالیفرنیا
- موزه آمریکایی - آفریقایی کالیفرنیا